# Diogo Bagüí
Diogo Osmar Bagüí Tobar (ur. 20 marca 2005 w Riobambie) – ekwadorski piłkarz występujący na pozycji środkowego obrońcy, od 2023 roku zawodnik Emelecu.
Jego ojciec Óscar Bagüí również był piłkarzem.